# Stazione di Hackney Downs
La stazione di Hackney Downs è una stazione ferroviaria a servizio del quartiere di Hackney Central, nel borgo londinese di Hackney. L'impianto sorge nella tratta in comune tra la ferrovia Londra-Cambridge e le ferrovie della Valle del Lea (è da quest’impianto che dalla linea principale si distacca la diramazione per Chingford).

## Movimento
La stazione è servita dalla relazione Liverpool Street-Enfield Town/Cheshunt/Chingford della London Overground, erogata da Arriva Rail London per conto di Transport for London.
Inoltre, alcuni servizi regionali di Greater Anglia effettuano fermata presso questa stazione.

## Interscambi
L’impianto ha un passaggio diretto protetto con la vicinissima stazione di Hackney Central, situata lungo la linea North London e servita dalla relazione Stratford-Richmond/Clapham Junction della London Overground.
Nelle vicinanze della stazione effettuano fermata numerose linee urbane automobilistiche, gestite da London Buses.
- Stazione ferroviaria (Hackney Central, London Overground)
- Fermata autobus